# Hedyotis baotingensis
Hedyotis baotingensis là một loài thực vật có hoa trong họ Thiến thảo. Loài này được W.C.Ko mô tả khoa học đầu tiên năm 1995.